# Ризоположенский монастырь
Ризополо́женский монасты́рь — женский монастырь Владимирской епархии Русской православной церкви, расположенный в центре Суздаля. Один из немногих монастырей России, достоверно основанных ещё до монгольского нашествия. Существующий ансамбль зданий сложился преимущественно в XVI—XVII веках. Застройка северной части обители была уничтожена в советское время. В церковной истории прославлен духовными подвигами монахини Евфросинии.

## История

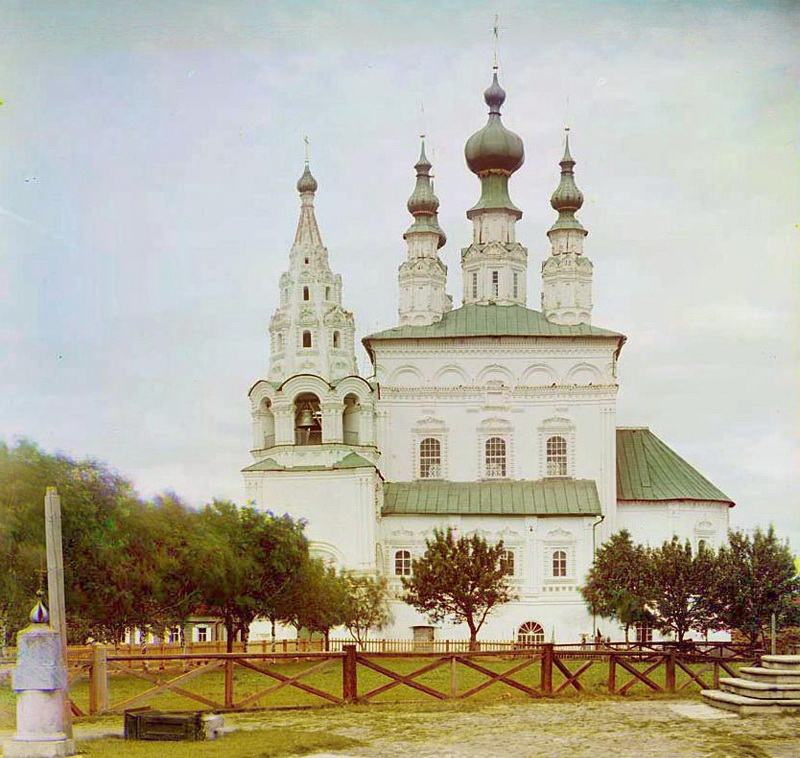
Взорванный в советское время Троицкий собор (вторая половина XVII века). Фотография Сергея Прокудина-Горского (1912)

Монастырь был основан в 1207 году суздальским епископом Иоанном. В древности его земли находились на территории Посада, то есть располагались вне городских укреплений, состоящих из насыпных валов, стен и башен. В древних описях и писцовых книгах Суздаля местоположение монастыря определялось так:
В Суждале на посаде, идучи от острожной  осыпи к Спасскому монастырю большею улицею на леве монастыръ преподобные княжны  Евфросинии Суждальские.
В древнем житии преподобной Евфросинии, составленном в XVI веке, местоположение монастыря определяется точнее:
В преименитом граде Суждале монастырь во имя Пресвятыя Богородицы честные и славныя Ея ризы положение иже в Лахерне бе под стеною градною
Анания Фёдоров, соборный ключарь, в историческом описании Суздаля, положение Ризоположенского монастыря определяет к северо-востоку от Кремля и от соборной церкви на расстоянии не более 4 стадий (1 стадия = 1⁄5 версты).  По свидетельству монаха Григория, автора жития преподобной Евфросинии, монастырь существовал до нашествия татар в 1238 году на русскую землю.
Первые постройки монастыря были деревянными, и ни одна из них не дошла до наших дней. Самым древним сохранившимся сооружением является Ризоположенский собор, возведённый в начале XVI века. В XIII веке рядом с Ризоположенским монастырём была основана ещё одна обитель — предназначенный для вдов Троицкий монастырь. По преданию, он был учреждён во исполнение завещания преподобной Евфросиньи. В конце XVII века при митрополите Иларионе монастырские постройки претерпели значительное изменение. Под руководством трёх известных суздальских зодчих Андрея Шмакова, Ивана Мамина и Ивана Грязнова были возведены знаменитые двухшатровые ворота Ризоположенского монастыря (1688), к западной части Ризоположенского собора была пристроена богато украшенная паперть. В то же время ими был перестроен в камне собор Троицкого монастыря (взорванный в 1930-х годах) и сооружена ограда Троицого монастыря. От этих построек до наших дней сохранились изящные Святые ворота и угловая башня, ныне являющиеся частью стены Ризоположенского монастыря. В 1764 году Троицкий монастырь был упразднён, а его земли и постройки отошли к более старому соседу.

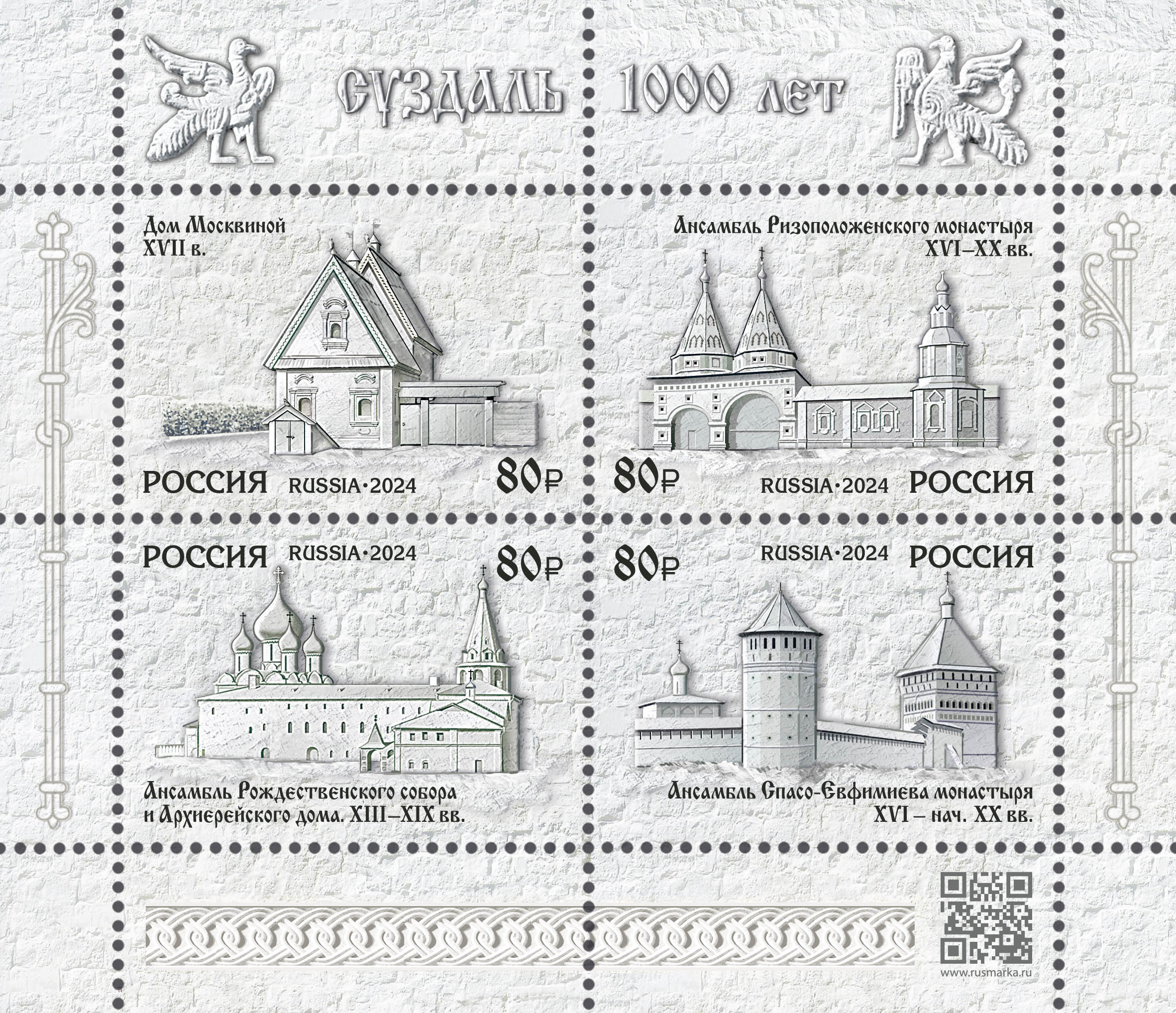
Квартблок марок Почты России, 2024 год

В начале XIX века на территории монастыря под руководством каменщика Кузьмина была воздвигнута 72-метровая Преподобенская колокольня. Последней на территории монастыря была выстроена Сретенская трапезная церковь, выполненная из красного кирпича в русском стиле (1882).
В 1923 году Ризоположенский монастырь был закрыт, его 12 колоколов отправлены в переплавку, а в помещениях монастыря расквартированы охранники политизолятора, располагавшегося в Спасо-Евфимиевом монастыре. В Ризоположенском соборе была устроена электростанция, а Святые ворота использовались как склад горючего.
В 1999 году монастырь был передан Русской православной церкви и возобновлён в качестве женского монастыря Владимиро-Суздальской епархии.

## Архитектурный ансамбль монастыря

### Ризоположенский собор

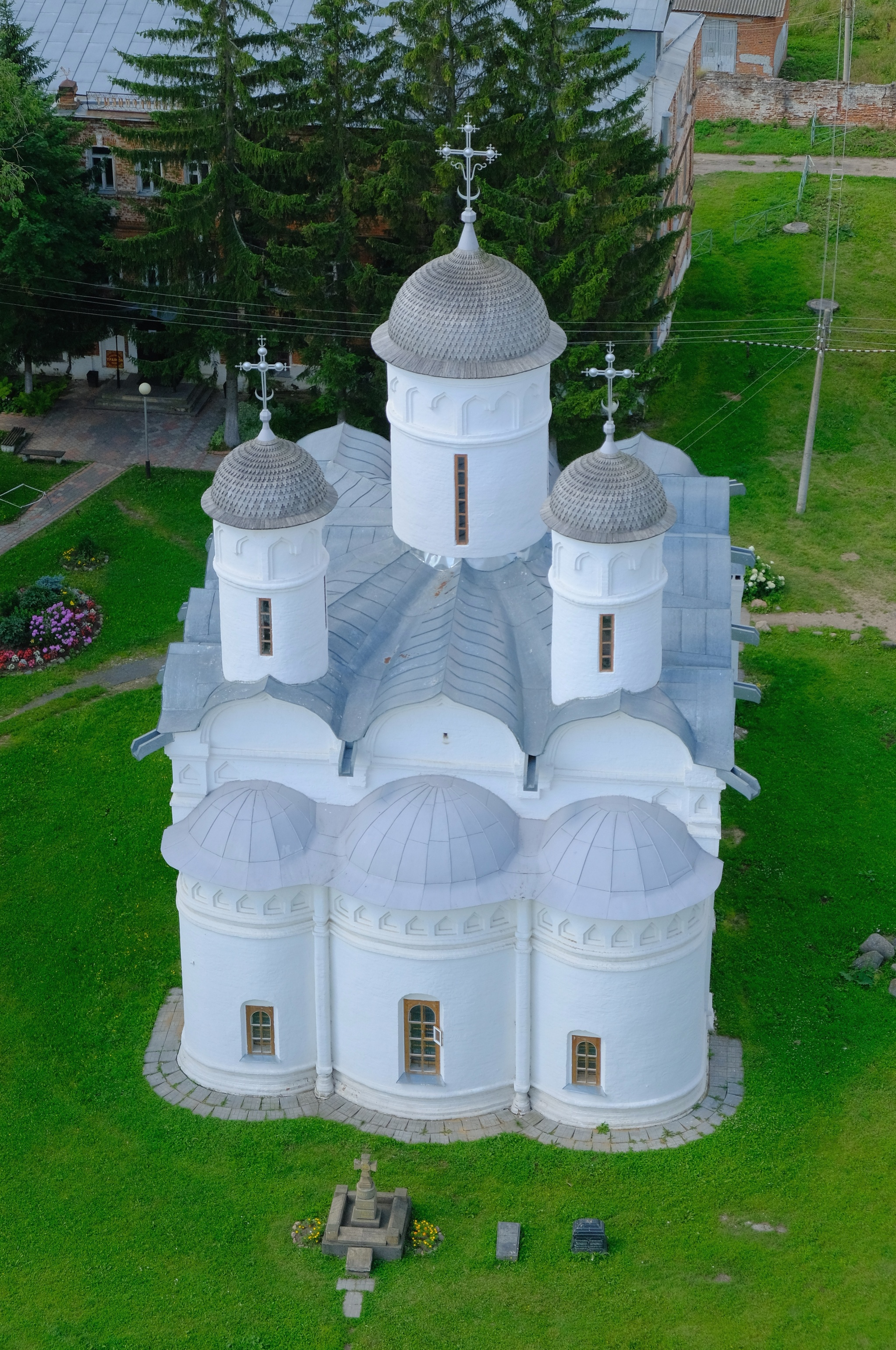
Собор Положения риз Пресвятой Богородицы

Трёхглавый Ризоположенский собор середины XVI века — пример бесстолпного храма, к алтарной части которого примыкают три апсиды. Четверик храма перекрыт крещатым сводом и, будучи лишенным внутренней опоры, увенчан облегченными тонкими и высокими главками, что необычно для подобных сооружений того времени. Гладкие стены храма прорезаны простыми амбразурами окон, а боковые фасады украшены ложными закомарами и разделены пилястрами на три части с порталами в центральной из них. Паперть, пристроенная к западной части собора в 1688 году, отличается богатым декором, включающим резной портал, а также украшенные «дыньками», «косицами» и полихромными изразцами узорчатые наличники. Главки собора претерпели несколько трансформаций. Исходные шлемовидные купола были в XIX веке заменены луковками, в 1929 году барабаны и главки превращённого в электростанцию собора были вовсе снесены и только в конце 1960-х годов в ходе реставрации им была возвращена первоначальная форма.

### Святые ворота

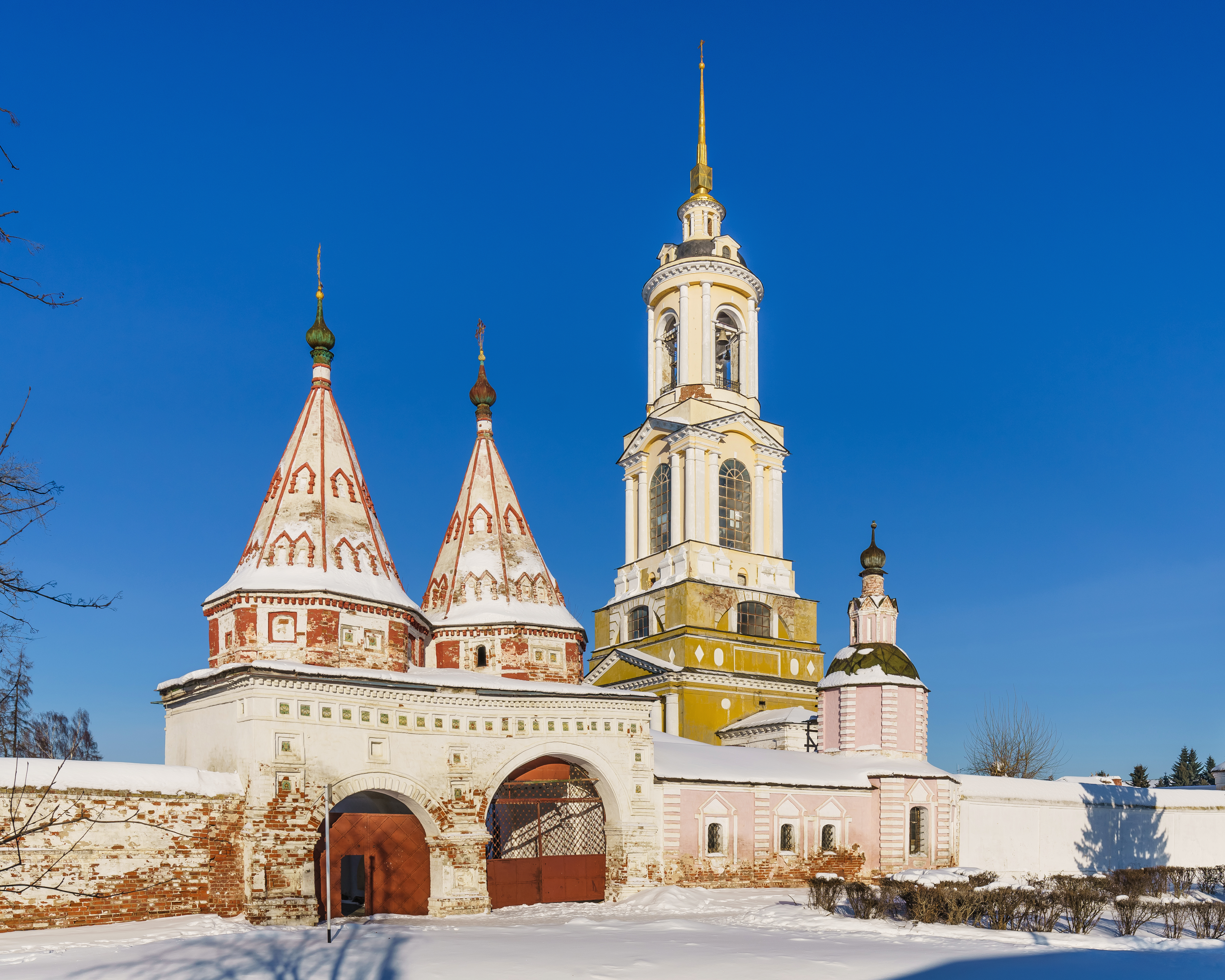
Зимний вид монастыря с колокольней и Святыми воротами

Наиболее интересная постройка монастыря — возведённые в 1688 году двухшатровые Святые ворота. Ворота с двумя разновеликими арками украшены каменной резьбой и ширинками с изразцами. Бо́льшая по размеру проездная арка имеет почти полуциркульную форму, арка поменьше отделана мелким рустом. Увенчанные маленькими главками шатры поставлены на невысокие восьмерики с небольшими оконцами, грани шатров отделаны ложными слуховыми окнами.

### Преподобенская колокольня
Трёхъярусная Преподобенская колокольня появилась на территории монастыря на месте обгоревшей в конце XVIII века шатровой колокольни и была возведена в 1813—1819 годах (якобы в честь победы в Отечественной войне 1812 года). Строительством 72-метрового сооружения, ставшего самой высокой городской постройкой, руководил суздальский каменщик Кузьмин. Колокольня выполнена в стиле классицизма и является типичной для своего времени, хотя и совершенно не вписывается в общий архитектурный стиль города. Уменьшающиеся ввысь ярусы колокольни опираются на мощный классический портал с аркой и увенчаны шпилем, а для её отделки использованы сдвоенные колонны с декоративными фронтонами.

### Сретенская трапезная церковь
От Сретенской трапезной церкви, построенной в 1882 году на месте более старого здания, до наших дней дошли только стены из красного кирпича. Остатки декора указывают на её принадлежность к русскому стилю. В советское время после закрытия монастыря здание использовалось сначала в качестве клуба, а позднее как кинотеатр.

### Святые ворота бывшего Троицкого монастыря
В ограде Ризоположенского монастыря сохранились Святые ворота бывшего Троицкого монастыря. Они напоминают Святые врата расположенного неподалёку Александровского монастыря, что не случайно: строительством последних занимался И. Грязнов, один из авторов построек конца XVII века на территории Ризоположенского и Троицкого монастырей.

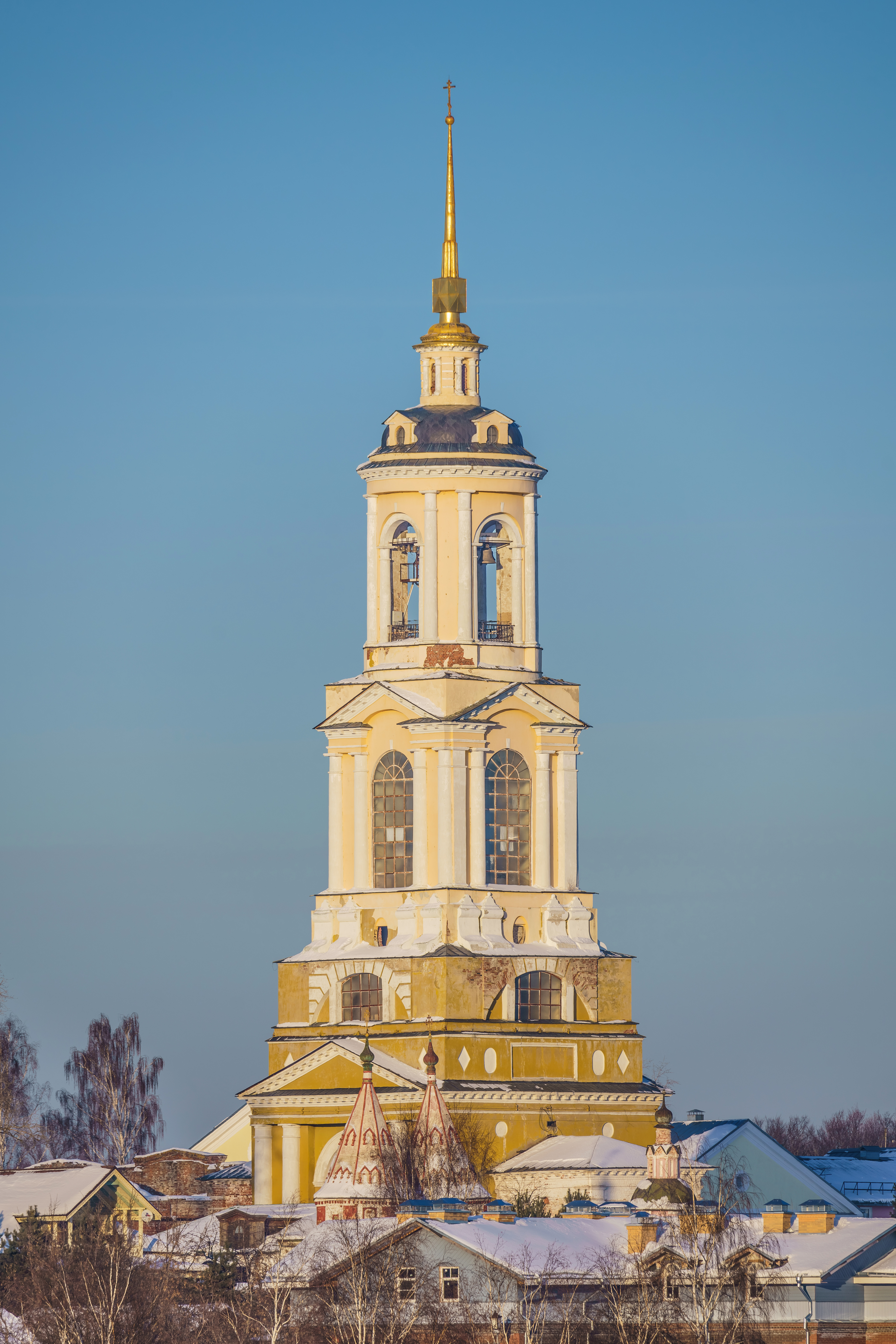
Вид на колокольню
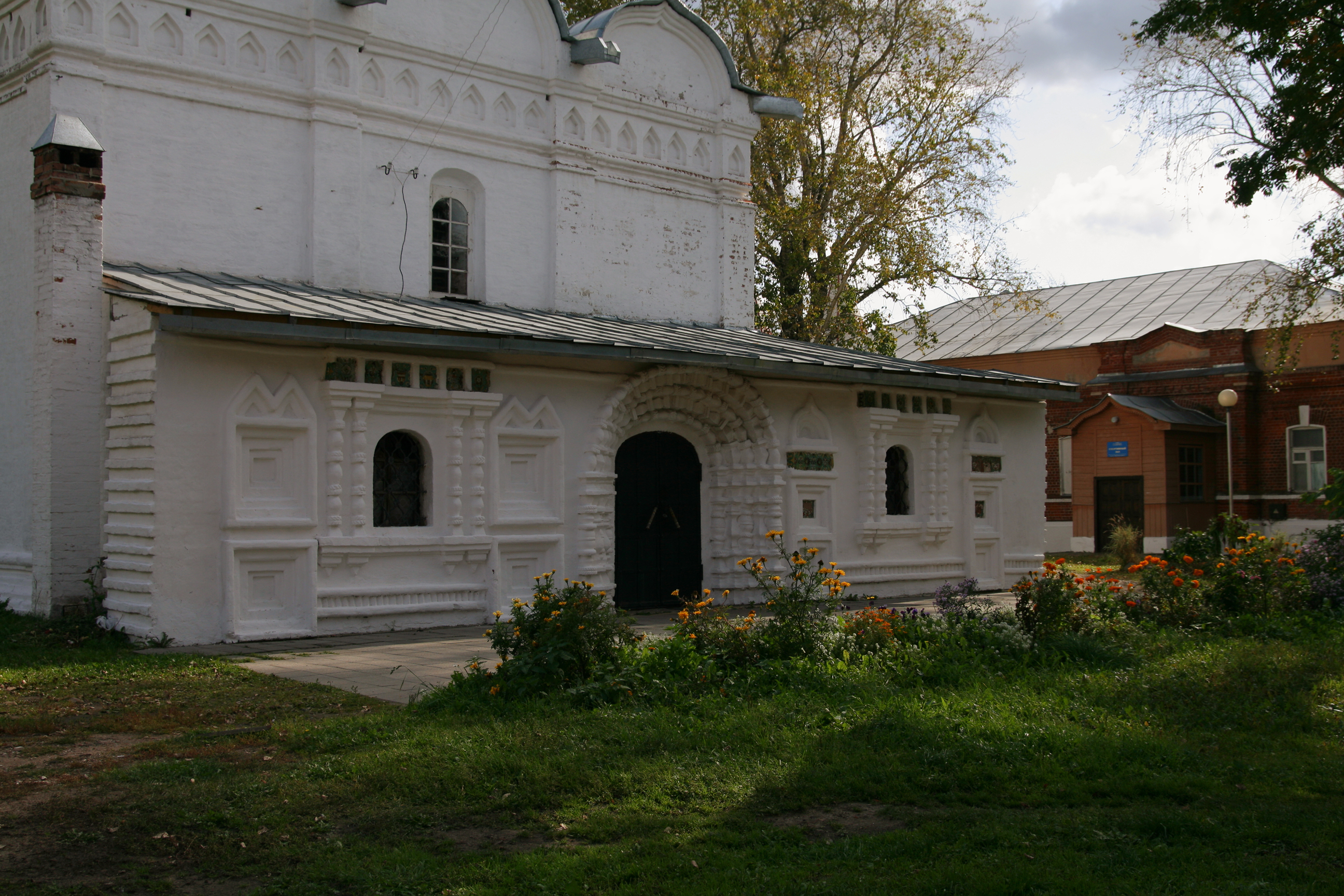
Паперть Ризоположенского собора
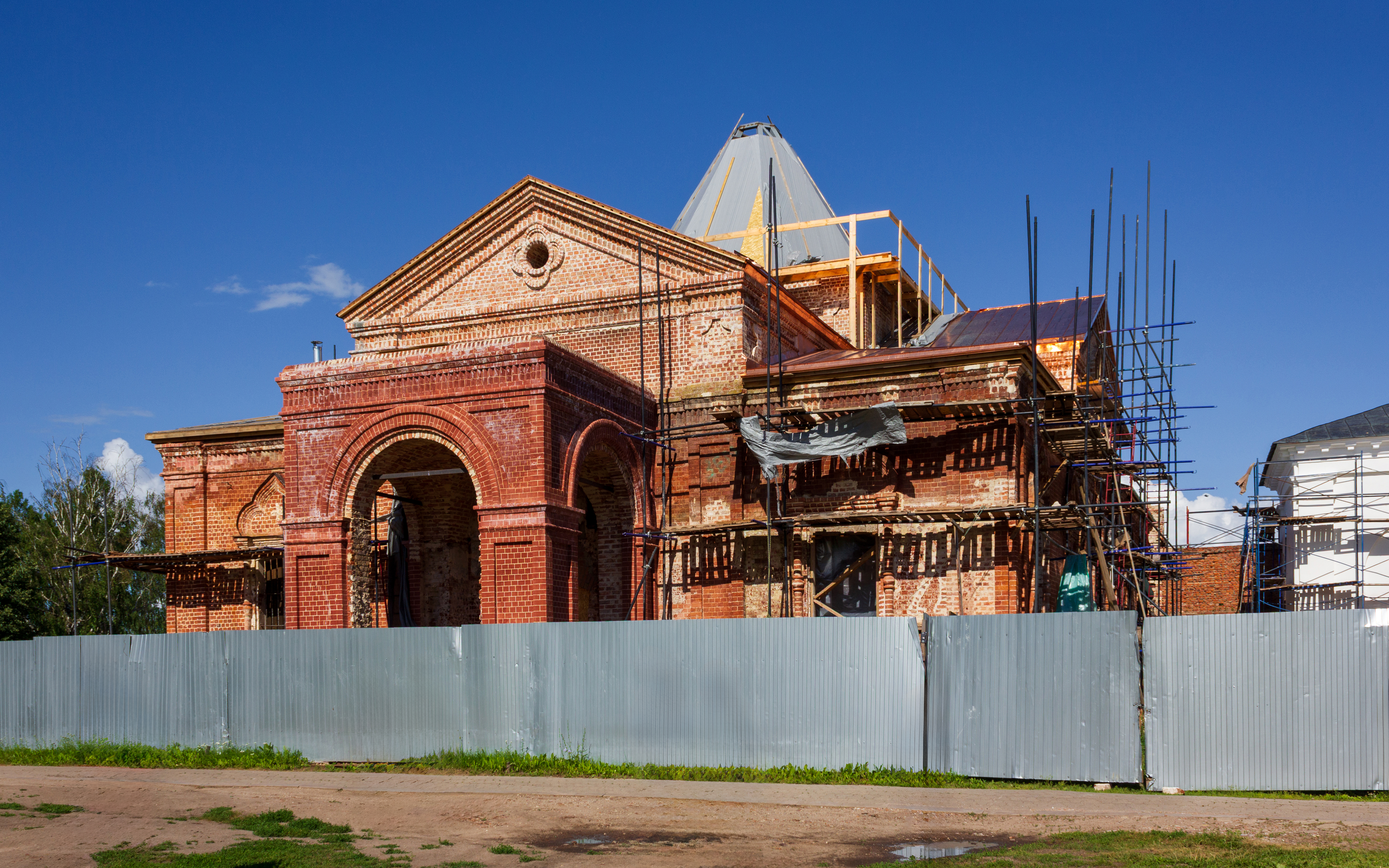
Восстанавливаемая Сретенская трапезная церковь
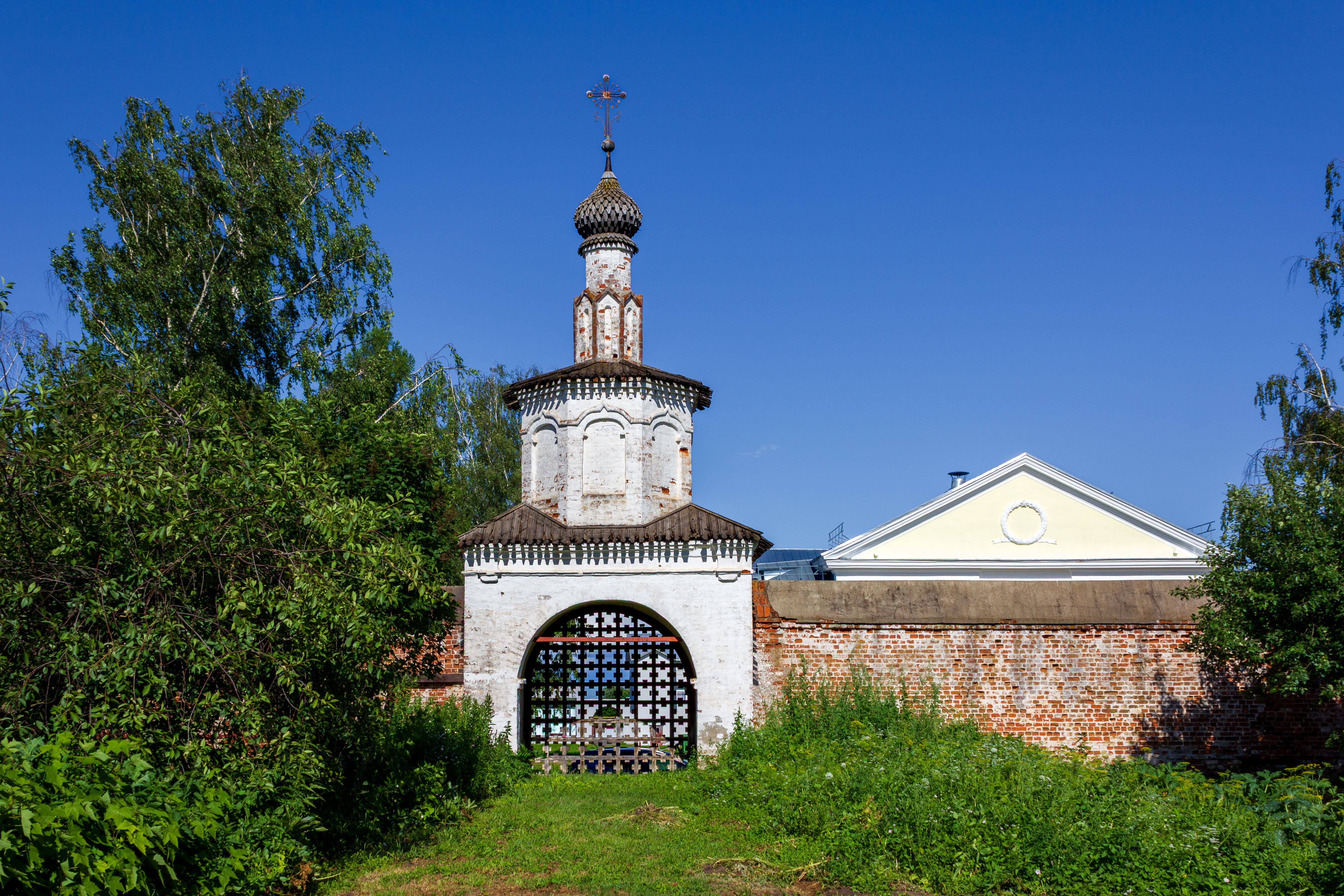
Бывшие святые ворота Троицкого монастыря